# Królowa bandytów
Królowa bandytów (ang. Bandit Queen, hindi बैंडिट क्वीन / Phoolan Devi) – indyjski dramat filmowy z 1994 roku w reżyserii Shekhara Kapura. W roli tytułowej wystąpiła debiutująca na ekranie Seema Biswas.
Tematem filmu jest historia Phoolan Devi, w jedenastym roku życia wydanej za mąż, po ucieczce od męża odrzuconej przez społeczność wioski, gwałconej przez policję i bandytów, z czasem szefowej gangu, wsławionej przez prasę jako „królowa bandytów”, wybranej na posła do parlamentu, walczącej tam o prawa kobiet i zabitej w zamachu w 37 roku życia. Wiele przemocy i jedna wielka miłość. Oparty na faktach film pokazuje życie Phoolan Devi do momentu, gdy przeżywszy wiele upokorzeń jako sławna już w Indiach „królowa bandytów” oddaje się dobrowolnie policji.

## Fabuła
Wioska w stanie Uttar Pradesh. Po jedenastoletnią Phoolan przyjeżdża 30-letni mężczyzna (Aditya Srivastava). Po krótkich wahaniach rodziców następuje wymiana. Krowa i rower za małoletnią żonę. Puttilal potrzebuje w domu kogoś, kto by odciążył w pracy jego starzejącą się matkę. Phoolan zostaje nagle wyrwana z beztroskiej zabawy wśród dzieci. W dzień pracuje w gospodarstwie, a nocą krzyczy gwałcona na oczach matki Puttiwala. Nie wytrzymuje. Ucieka z powrotem do rodziców. W rodzinnej wiosce jej sytuacja okazuje się jednak równie tragiczna. Nikt nie obroni kobiety z niskiej kasty i z biednej rodziny, która porzuciła męża. Zaczepiana przez mężczyzn z wyższej kasty, poniżana i niesłusznie oskarżona o rozpustę, Phoolan (Seema Biswas) chroni się w domu żonatego kuzyna (Saurabh Shukla). Odrzucona przez jego żonę, aresztowana i zgwałcona przez policjantów zostaje sprzedana bandytom. Służy jako zabawka seksualna dla szefa gangu. Wyzwoleniem dla niej staje się miłość jednego z bandytów, Vikrama (Nirmal Pandey). Zabija on szefa bandy przejmując władzę nad gangiem. Phoolan, która dotychczas ze strony mężczyzn doświadczyła tylko bicia, poniżenia i gwałtów, ujmuje szacunek u czułość okazywana jej przez Vikrama. Przewodząc razem z Vikramem gangiem zaczyna się mścić na mężczyznach, którzy ją skrzywdzili.

## Obsada
- Seema Biswas – Phoolan Devi
- Nirmal Pandey – Vikram Mallah
- Manoj Bajpai – Man Singh, przyjaciel Vikrama
- Rajesh Vivek – Mustaquim
- Aditya Srivastava – Puttilal, mąż małej Phoolan
- Govind Namdeo – SriRam
- Saurabh Shukla – Kailash, kuzyn Phoolan
- Raghuvir Yadav – Madho
- Harish - Tarika

## Nagrody
- Nagroda Filmfare dla Najlepszego Reżysera – Shekhar Kapur
- Nagroda Krytyków Filmfare dla Najlepszego Filmu – Shekhar Kapur
- Nagroda National Film dla Najlepszej Aktorki – Seema Biswas